# Heliconius lyrcaeus
Heliconius lyrcaeus är en fjärilsart som beskrevs av Gustav Weymer 1890. Heliconius lyrcaeus ingår i släktet Heliconius och familjen praktfjärilar. Inga underarter finns listade i Catalogue of Life.